# Cratera de Mjølnir
A cratera de Mjølnir é uma cratera de impacto submarina, causada por um meteorito no mar de Barents, ao largo da costa da Noruega. It is 40 km de diâmetro e a sua idade é estimada em 142.0 ± 2,6 milhões de anos (Cretáceo Antigo). O bólido teria um diâmetro de 2 km.

## Etimologia
Na mitologia nórdica, Mjølnir é o nome do martelo de Thor.

## Descrição
Em 2006, um grupo de geólogos suecos descobriu provas de um antigo tsunami que atingiu a costa meridional da Suécia há cerca de 145 milhões de anos. Especula-se que esteja relacionado com o impacto e formação da cratera de Mjølnir, tal como evidências do mesmo descobertas em 2000 em França.